# Islam in Mongolië
De islam heeft in Mongolië 105.500 aanhangers (2020), hetgeen gelijk staat aan 3,2% van de Mongoolse bevolking. De islam wordt nagenoeg uitsluitend beoefend door de etnische Kazachen, die woonachtig zijn in de provincies Bajan-Ölgii (88,7%) en Hovd (11,5% van de totale bevolking), beide in het westen van Mongolië. De islam wordt ook beoefend door de kleinere gemeenschappen van Khotons en Oeigoeren.

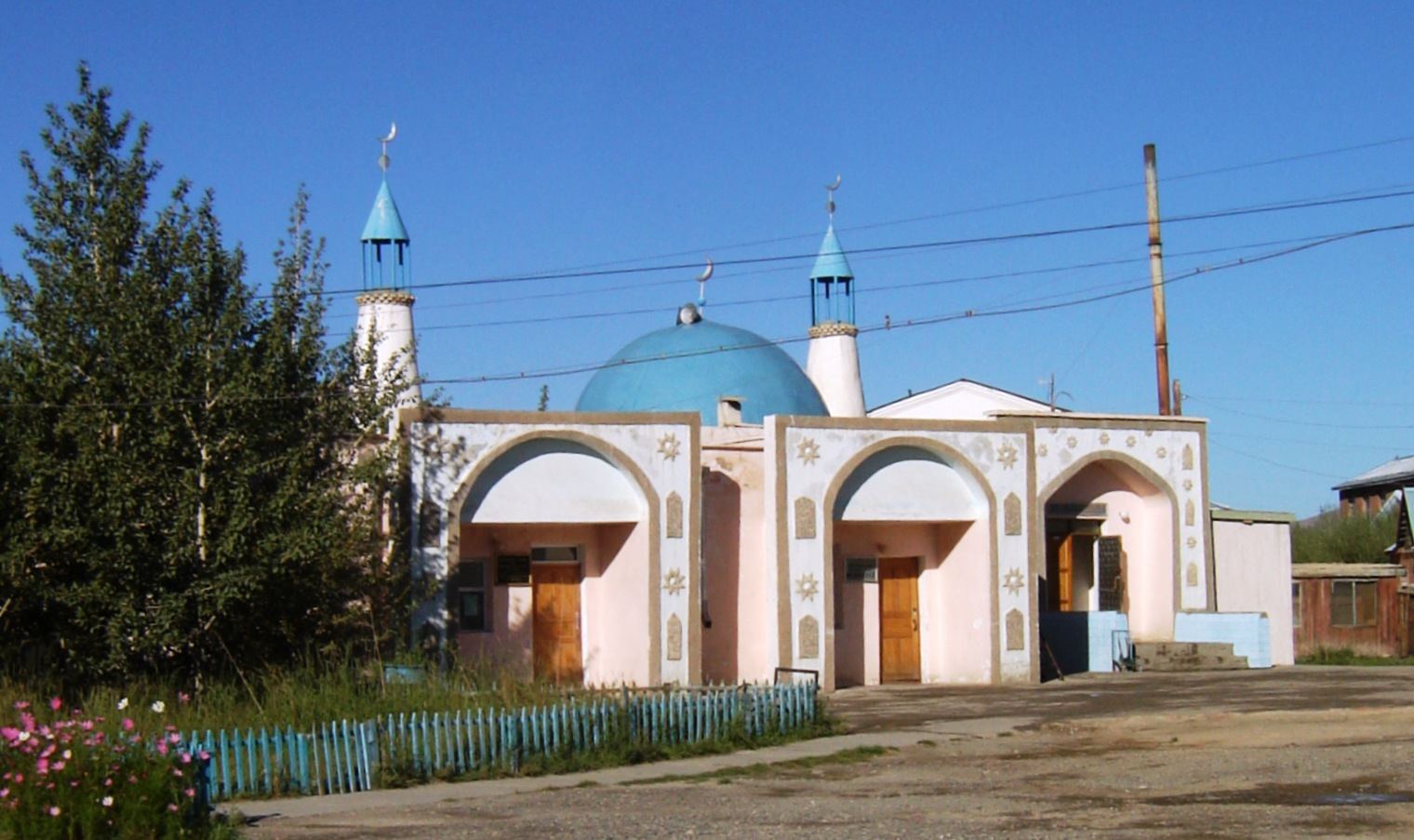
Een moskee in de stad Ölgi

## Demografie
Volgens de volkstelling van 2020 was 59,4 procent van de Mongoolse bevolking van 15 jaar en ouder religieus en 40,6 procent was niet-religieus. Van de religieuze bevolking was 5,4 procent islamitisch, een stijging ten opzichte van 4,9 procent in 2010. Van de totale bevolking was 3,2 procent islamitisch, een stijging ten opzichte van 3,0 procent in 2010. De moslimbevolking van Mongolië is relatief jong: in de leeftijdscategorie 15 tot 19-jaar was 9,2 procent moslim, terwijl dit percentage bij de 70-plussers slechts 3,7 procent bedroeg.
| Religie          | 2010      | 2010 | 2020      | 2020 |
| Religie          | Aantal    | %    | Aantal    | %    |
| ---------------- | --------- | ---- | --------- | ---- |
| Boeddhisme       | 1.459.983 | 53,0 | 1.704.480 | 51,7 |
| Islam            | 82.641    | 3,0  | 105.500   | 3,2  |
| Sjamanisme       | 79.886    | 2,9  | 82.422    | 2,5  |
| Christendom      | 60.603    | 2,2  | 42.859    | 1,3  |
| Andere religies  | 11.019    | 0,4  | 23.078    | 0,7  |
| Niet-religieus   | 1.063.308 | 38,6 | 1.338.528 | 40,6 |
| Totale bevolking | 2.754.685 | 100  | 3.296.866 | 100  |

Van de Kazachen in Mongolië was 84,7 procent religieus en van hen was 96,7 procent moslim, oftewel 81,9 procent van alle Kazachen. Van de Oezbeken was 88,9 procent religieus, allen moslim. Van de Khotons was 63,3 procent religieus en van hen was 42,5 procent moslim, oftewel 26,9 procent van alle Khotons.

## Afbeeldingen

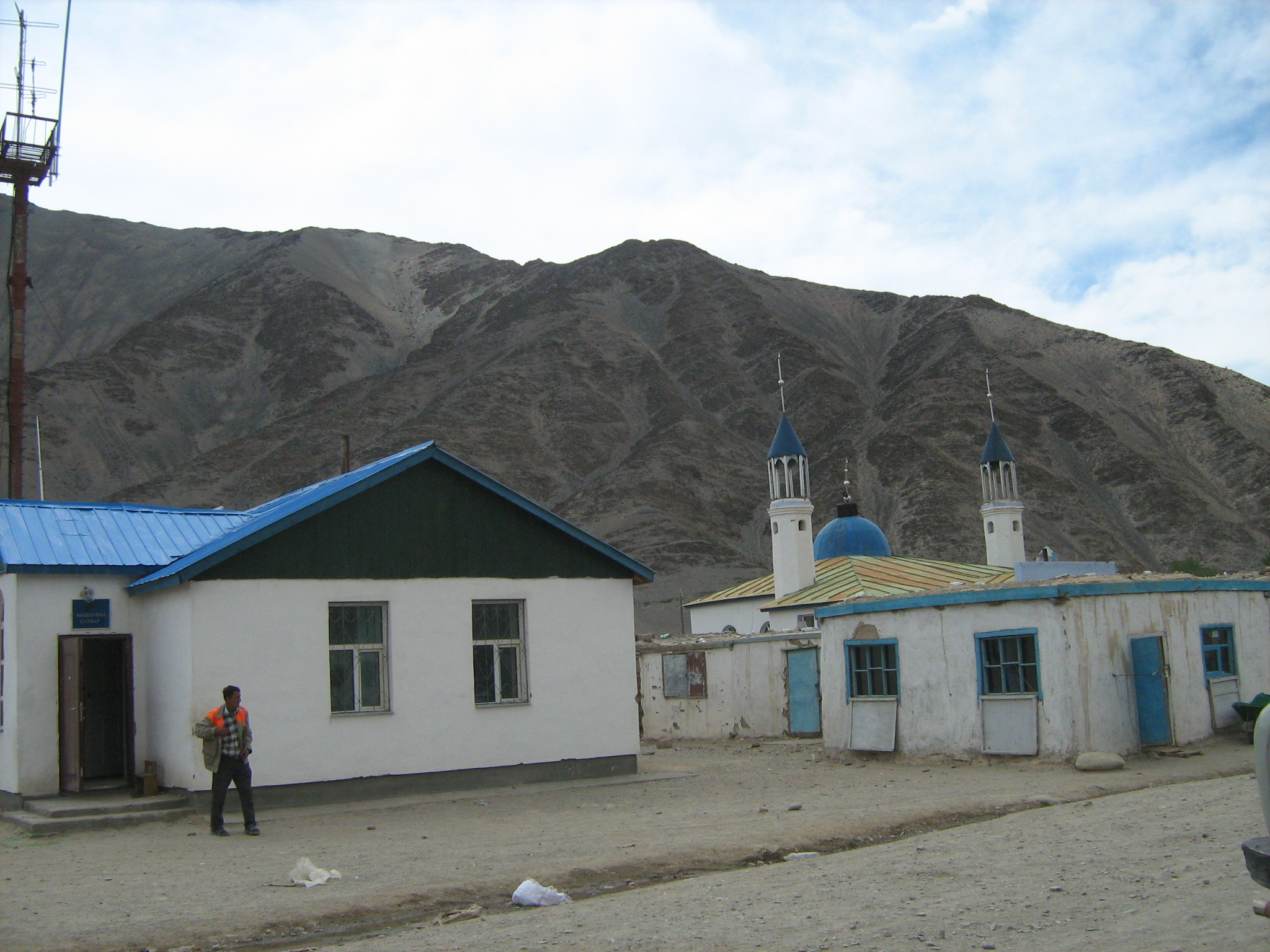
Een moskee in Bulgan (Bajan-Ölgi)
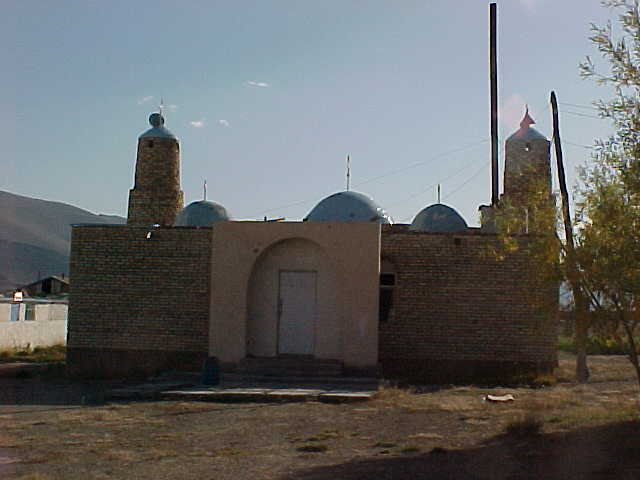
Een moskee in Tolbo (Bajan-Ölgi)